# Перета
Перета (груз. ფერეთა) — село в Грузии, на территории Ванского муниципалитета края (мхаре) Имеретия.

## География
Село находится в западной части Грузии, на берегах реки Переты, на расстоянии приблизительно 14 километров (по прямой) к востоку от города Вани, административного центра муниципалитета. Абсолютная высота — 237 метров над уровнем моря.

## Население
По результатам официальной переписи населения 2014 года, в Перете проживало 663 человека (329 мужчин и 334 женщины). В национальной структуре населения грузины составляли 100 %.
| Год  | Население, человек |
| ---- | ------------------ |
| 2002 | 960                |
| 2014 | ↘ 663              |